# 三角酵母科
三角酵母科（学名：Trigonopsidaceae）为酵母菌目的一个科。此科的模式属为三角酵母属(Trigonopsis)。

## 下级分类
- Botryozyma
- 三角酵母属 Trigonopsis